# Liga de Fútbol Profesional Boliviano
Die Liga de Fútbol Profesional Boliviano ist die höchste Spielklasse im bolivianischen Vereinsfußball. Rekordmeister ist der Club Bolívar aus der Hauptstadt La Paz mit insgesamt 23 Titeln.
Seit 2002 werden zwei Meisterschaften pro Spielzeit ausgetragen: die sogenannte Apertura in der Hinrunde der jeweiligen Saison und die Clausura in der Rückrunde. Bis 2010 war ein Spieljahr mit dem Kalenderjahr identisch, in der verlängerten Saison 2011/12 erfolgte die Umstellung auf die von Sommer zu Sommer laufende Saison. 2016 wurde wieder zurück auf den Kalenderjahresrhythmus gestellt. Die Clausura 2020 wurde wegen der Covid-19-Pandemie abgebrochen und 2021 deshalb nur eine Serie gespielt. In der 2022 spielte die Liga wieder Apertura und Clausura, wechselte 2023 allerdings wieder zurück.

## Geschichte
Bis Anfang der 1950er Jahre wurden in Bolivien regionale Meisterschaften ausgetragen. Mit dem von 1954 bis 1957 ausgetragenen Torneo Integrado wurde erstmals eine Meisterschaft ausgetragen, an der gleich mehrere Regionen (La Paz, Cochabamba und Oruro) beteiligt waren. Doch bis zur Einführung einer echten landesweiten Liga dauerte es bis 1977.
Die Liga startete 1977 mit 16 Mannschaften. Sie wurde 1979 auf 15 und 1980 auf 14 Teams reduziert. In den folgenden Spielzeiten schwankte die Teilnehmerzahl zwischen 12 und 16 Mannschaften, bis die Reduzierung auf 12 Teilnehmer im Spieljahr 1994 erfolgte. Seit 2018 spielen 14 Mannschaften in der Liga.
Die „ewigen Rivalen“ aus der Hauptstadt La Paz, Bolívar und The Strongest, sowie Oriente Petrolero aus Santa Cruz de la Sierra sind die einzigen Gründungsmitglieder der Liga, die noch nie abgestiegen sind.

## Die bisherigen Meister und Vizemeister
| Saison  | Meister                                                   | Vizemeister                                               |
| ------- | --------------------------------------------------------- | --------------------------------------------------------- |
| 1977    | Club The Strongest                                        | Oriente Petrolero                                         |
| 1978    | Club Bolívar                                              | Club Jorge Wilstermann                                    |
| 1979    | Oriente Petrolero                                         | Club The Strongest                                        |
| 1980    | Club Jorge Wilstermann                                    | Club The Strongest                                        |
| 1981    | Club Jorge Wilstermann                                    | Club The Strongest                                        |
| 1982    | Club Bolívar                                              | Club Blooming                                             |
| 1983    | Club Bolívar                                              | Club Blooming                                             |
| 1984    | Club Blooming                                             | Oriente Petrolero                                         |
| 1985    | Club Bolívar                                              | Club Jorge Wilstermann                                    |
| 1986    | Club The Strongest                                        | Oriente Petrolero                                         |
| 1987    | Club Bolívar                                              | Oriente Petrolero                                         |
| 1988    | Club Bolívar                                              | Club The Strongest                                        |
| 1989    | Club The Strongest                                        | Oriente Petrolero                                         |
| 1990    | Oriente Petrolero                                         | Club Bolívar                                              |
| 1991    | Club Bolívar                                              | Club San José                                             |
| 1992    | Club Bolívar                                              | Club San José                                             |
| 1993    | Club The Strongest                                        | Club Bolívar                                              |
| 1994    | Club Bolívar                                              | Club Jorge Wilstermann                                    |
| 1995    | Club San José                                             | Club Deportivo Guabirá                                    |
| 1996    | Club Bolívar                                              | Oriente Petrolero                                         |
| 1997    | Club Bolívar                                              | Oriente Petrolero                                         |
| 1998    | Club Blooming                                             | Club Jorge Wilstermann                                    |
| 1999    | Club Blooming                                             | Club The Strongest                                        |
| 2000    | Club Jorge Wilstermann                                    | Oriente Petrolero                                         |
| 2001    | Oriente Petrolero                                         | Club Bolívar                                              |
| 2002    | Club Bolívar                                              | Oriente Petrolero                                         |
| 2003-A  | Club The Strongest                                        | Club Bolívar                                              |
| 2003-C  | Club The Strongest                                        | Club Jorge Wilstermann                                    |
| 2004-A  | Club Bolívar                                              | Club Aurora                                               |
| 2004-C  | Club The Strongest                                        | Oriente Petrolero                                         |
| 2005-AD | Club Bolívar                                              | Club The Strongest                                        |
| 2005-A  | Club Blooming                                             | Club Bolívar                                              |
| 2006-C  | Club Bolívar                                              | Real Potosí                                               |
| 2006-ST | Club Jorge Wilstermann                                    | Real Potosí                                               |
| 2007-A  | Real Potosí                                               | Club Bolívar                                              |
| 2007-C  | Club San José                                             | La Paz FC                                                 |
| 2008-A  | Universitario de Sucre                                    | La Paz FC                                                 |
| 2008-C  | Club Aurora                                               | Club Blooming                                             |
| 2009-A  | Club Bolívar                                              | Real Potosí                                               |
| 2009-C  | Club Blooming                                             | Club Bolívar                                              |
| 2010-A  | Club Jorge Wilstermann                                    | Oriente Petrolero                                         |
| 2010-C  | Oriente Petrolero                                         | Club Bolívar                                              |
| 2011-AD | Club Bolívar                                              | Real Potosí                                               |
| 2011-A  | Club The Strongest                                        | Universitario de Sucre                                    |
| 2012-C  | Club The Strongest                                        | Club San José                                             |
| 2012-A  | Club The Strongest                                        | Club San José                                             |
| 2013-C  | Club Bolívar                                              | Oriente Petrolero                                         |
| 2013-A  | Club The Strongest                                        | Club Bolívar                                              |
| 2014-C  | Universitario de Sucre                                    | Club San José                                             |
| 2014-A  | Club Bolívar                                              | Club Oriente Petrolero                                    |
| 2015-C  | Club Bolívar                                              | Club The Strongest                                        |
| 2015-A  | Sport Boys Warnes                                         | Club Bolívar                                              |
| 2016-C  | Club Jorge Wilstermann                                    | Club The Strongest                                        |
| 2016-A  | Club The Strongest                                        | Club Bolívar                                              |
| 2017-A  | Club Bolívar                                              | Club The Strongest                                        |
| 2017-C  | Club Bolívar                                              | Club The Strongest                                        |
| 2018-A  | Club Jorge Wilstermann                                    | Club The Strongest                                        |
| 2018-C  | Club San José                                             | Club The Strongest                                        |
| 2019-A  | Club Bolívar                                              | Club The Strongest                                        |
| 2019-C  | Club Jorge Wilstermann                                    | Club The Strongest                                        |
| 2020-A  | Always Ready                                              | Club The Strongest                                        |
| 2020-C  | Abbruch wegen Covid-19-Pandemie                           | Abbruch wegen Covid-19-Pandemie                           |
| 2021    | Independiente Petrolero                                   | Always Ready                                              |
| 2022-A  | Club Bolívar                                              | Club The Strongest                                        |
| 2022-C  | Abbruch wegen sozialer Unruhen in Departamento Santa Cruz | Abbruch wegen sozialer Unruhen in Departamento Santa Cruz |
| 2023    | Club The Strongest                                        | Club Bolívar                                              |

A: Torneo de Apertura • C: Torneo de Clausura • AD: Torneo de Adecuación • ST: Segundo Torneo

### Anzahl der gewonnenen Meistertitel
| Club Bolívar            | 24 | 1978, 1982, 1983, 1985, 1987, 1988, 1991, 1992, 1994, 1996, 1997, 2002, 2004-A, 2005-AD, 2006-A, 2009-A, 2011-AD, 2013-C, 2014-A, 2015-C, 2017-A, 2017-C, 2019-A, 2022-A |
| Club The Strongest      | 13 | 1977, 1986, 1989, 1993, 2003-A, 2003-C, 2004-C, 2011-A, 2012-C, 2012-A, 2013-A, 2016-A, 2023                                                                             |
| Club Jorge Wilstermann  | 8  | 1980, 1981, 2000, 2006-ST, 2010-A, 2016-C, 2018-A, 2019-C |
| Club Blooming           | 5  | 1984, 1998, 1999, 2005-A, 2009-C |
| Oriente Petrolero       | 4  | 1979, 1990, 2001, 2010-C |
| Club San José           | 3  | 1995, 2007-C, 2018-C |
| Universitario de Sucre  | 2  | 2008-A, 2014-C |
| Real Potosí             | 1  | 2007-A |
| Club Aurora             | 1  | 2008-C |
| Sport Boys Warnes       | 1  | 2015-A |
| Always Ready            | 1  | 2020-A |
| Independiente Petrolero | 1  | 2021 |

## Alle bisherigen Teilnehmer der Liga de Fútbol Profesional
| Verein                   | Gründung | Stadt                   | Departamento | Spielzeiten                                       |
| ------------------------ | -------- | ----------------------- | ------------ | ------------------------------------------------- |
| Always Ready             | 1933     | La Paz                  | La Paz       | 1977–1981, 1987–1991, seit 2019                   |
| Atlético Pompeya         | 1993     | Trinidad                | Beni         | 2000                                              |
| Aurora                   | 1935     | Cochabamba              | Cochabamba   | 1977–1988, seit 2003                              |
| Bamin                    | 1941     | Potosí                  | Potosí       | 1986                                              |
| Bata                     | 1941     | Cochabamba              | Cochabamba   | 1977–1979                                         |
| Blooming                 | 1946     | Santa Cruz de la Sierra | Santa Cruz   | 1977–1995, seit 1997                              |
| Bolívar                  | 1925     | La Paz                  | La Paz       | seit 1977                                         |
| Chaco Petrolero          | 1944     | La Paz                  | La Paz       | 1982–1986, 1991–1993, 1996–1998                   |
| Ciclón                   | 1951     | Tarija                  | Tarija       | 1985–1995                                         |
| Destroyers               | 1948     | Santa Cruz de la Sierra | Santa Cruz   | 1985–1999, 2005–2007                              |
| Guabirá                  | 1962     | Montero                 | Santa Cruz   | 1981–1984, 1993–2003, 2008, 2010–2011/12, 2013/14 |
| Iberoamericana1          | ????     | La Paz                  | La Paz       | 2001–2005                                         |
| Independiente Petrolero  | 1932     | Sucre                   | Chuquisaca   | 1981–1983, 1990–03                                |
| Independiente Unificada  | 1926     | Potosí                  | Potosí       | 1977–1982                                         |
| Jorge Wilstermann        | 1949     | Cochabamba              | Cochabamba   | 1977–2010, seit 2012/13                           |
| La Paz FC                | 1989     | La Paz                  | La Paz       | 2004–2012/13                                      |
| Litoral La Paz           | 1932     | La Paz                  | La Paz       | 1986–1990                                         |
| Litoral Oruro            | 1956     | Oruro                   | Oruro        | 1992                                              |
| Magisterio Sucre         | 1914     | Sucre                   | Chuquisaca   | 1984–1985                                         |
| Mariscal Braun           | 1952     | La Paz                  | La Paz       | 2000–2002                                         |
| Metalsán                 | ????     | Cochabamba              | Cochabamba   | 1993–1994                                         |
| Municipal La Paz         | 1944     | La Paz                  | La Paz       | 1977–1985, 1996–1997                              |
| Nacional                 | 1942     | Potosí                  | Potosí       | 2009, seit 2011/12                                |
| Orcobol                  | ????     | Cochabamba              | Cochabamba   | 1991–1992                                         |
| Oriente Petrolero        | 1955     | Santa Cruz de la Sierra | Santa Cruz   | seit 1977                                         |
| Petrolero Cochabamba     | 1950     | Cochabamba              | Cochabamba   | 1977–1987, 1991–1993                              |
| Petrolero Yacuiba        | 2000     | Yacuiba                 | Tarija       | 2012/13                                           |
| Primero de Mayo          | ????     | Potosí                  | Potosí       | 1983–1984                                         |
| Real Beni                | ????     | Trinidad                | Beni         | 1992                                              |
| Real Mamoré              | 2006     | Trinidad                | Beni         | 2007–2011/12                                      |
| Real Potosí              | 1942     | Potosí                  | Potosí       | seit 1998                                         |
| Real Santa Cruz          | 1960     | Santa Cruz de la Sierra | Santa Cruz   | 1977–1992, 1994–01, 2004                          |
| San José                 | 1942     | Oruro                   | Oruro        | 1977–1999, seit 2002                              |
| San Pedro                | ????     | Cochabamba              | Cochabamba   | 1990                                              |
| Sport Boys Warnes        | 1954     | Warnes                  | Santa Cruz   | 2013/14                                           |
| Stormers                 | 1914     | Sucre                   | Chuquisaca   | 1977–1980, 1995–1996                              |
| The Strongest            | 1908     | La Paz                  | La Paz       | seit 1977                                         |
| Unión Central            | ????     | Tarija                  | Tarija       | 1999–2006                                         |
| Universitario del Beni   | ????     | Trinidad                | Beni         | 1993                                              |
| Universitario de Pando   | 1995     | Cobija                  | Pando        | 2014/15                                           |
| Universitario de Potosí  | ????     | Potosí                  | Potosí       | 1992–1993                                         |
| Universitario de Sucre   | 1961     | Sucre                   | Chuquisaca   | 1986–1989, seit 2006                              |
| Wilstermann Cooperatives | ????     | Potosí                  | Potosí       | 1985                                              |
| 20 de Agosto             | ????     | Trinidad                | Beni         | 1977–1978                                         |

1 Farmteam des Club Bolívar